# 覺羅氏
覺羅氏（穆麟德轉寫：Gioro hala，穆麟德轉寫：Giyoro hala）为满洲姓，细分为诸多支系。《八旗满洲氏族通谱》记载：“觉罗为满洲著姓，内有伊尔根觉罗、舒舒觉罗、西林觉罗、通颜觉罗、阿颜觉罗、呼伦觉罗、阿哈觉罗、察喇觉罗等氏。其氏族繁衍，各散处于穆溪、叶赫、雅尔湖、乌喇、瓦尔喀、松花江、阿库里、佛阿喇、哈达、汪秦及各地方。”而清文版《通谱》（穆麟德轉寫：Jakūn Gūsai Manjusai Mukūn Hala be Uheri Ejehe Bithe）仅载有伊尔根觉罗、舒舒觉罗、西林觉罗、佟佳觉罗四个姓氏。此外，还有《通谱》中未载的格伦觉罗氏、哈尔哈觉罗氏、舒善觉罗氏、雅哈觉罗氏。清朝皇帝也将一些有功之臣或新附部众赐姓觉罗氏，因此还衍生出瓜尔佳觉罗、钮枯禄觉罗、富察觉罗、舒穆禄觉罗等氏。根据《钦定皇朝通志》记载，“宗室、觉罗之外，有民觉罗氏。其族属之众者，冠以地名，如伊尔根、舒舒、西林、通颜之类；散处者，上加民字以不同于国姓也。”说明觉罗氏在大体上有爱新觉罗氏和民觉罗氏之分。民国以后，各支觉罗氏多以“赵”为汉姓。

## 源流之谜

### 赵宋后裔说
爱新觉罗、伊尔根觉罗、董鄂等觉罗氏分支均有宋室帝裔的传说。这一说法在清代全盛时期就已流传甚广，且当时也有满洲人士（如铁保）对此说法颇为认同，甚至不乏清之宗室昭梿、顺承郡王之弟瀛生等。持这种观点的学者认为，觉罗氏乃《金史》中未有之姓氏，若非外来，不可能在明末清初之际凭空出现如此庞大之家族，故唯有靖康被擄，举族北迁之宋室后人符合此条件。而且，徽、钦二君被金兵所迁之“五国城”，与清之始祖发迹的依兰之地相吻合。此外，根据学者金光平的研究，发现满洲人起初不通汉语之时，会将“赵”字误读为“觉罗”。清朝中后期以来，东北的觉罗氏汉姓也以使用“赵”者为多，他们并不是受辛亥革命之影响，而是认为觉罗姓赵是一件很正常的事情。东北的爱新觉罗氏后裔见到北京的同族姓金反而感到不解。

### 女真交鲁氏说
近年来，女真学、满学家金启孮（金光平之子）在出土的“宴台女真进士题名碑”第十九行发现了未载入《金史》之女真姓氏——“交鲁氏”，并得出交鲁氏实乃清代觉罗氏前身的结论。金启孮认为“交鲁氏”与“觉罗氏”的关系正如“蒲察氏”与“富察氏”、“纳兰氏”与“那拉氏”一样，是为同一姓氏的不同汉字音译。

### 女真夹谷氏说
根据清史学者郑天挺在其论文《爱新觉罗得姓稽疑》中的推测，金代女真散居上京、隆州、胡里改的“夹谷氏”有可能是觉罗氏之先。

### 引用
1. ↑  胡增益. . 新疆人民出版社. 1994: 347. ISBN 9787228024049.
2. ↑  弘昼等 2002，第181頁
3. ↑  鄂尔泰等 1744，第34-35頁
4. ↑  赵力 2012，第388頁
5. ↑  爱新觉罗·瀛生 2004，第976頁
6. ↑  政协文史资料委员会 1990，第83頁
7. ↑  郭建中. . 新疆锡伯语言学会.   [2017-12-31]. （原始内容存档于2016-03-10）.
8. ↑  乌拉街乡镇志编写办公室 1986，第24頁
9. ↑  嵇璜 & 刘墉 等 1787，第一卷，46頁
10. 1 2  金光平, 金启孮 & 乌拉熙春 1996，第208頁
11. ↑  昭梿 1980，第325頁
12. 1 2  金光平, 金启孮 & 乌拉熙春 1996，第207頁
13. ↑  爱新觉罗瀛生 2004，第977頁
14. ↑  金光平, 金启孮 & 乌拉熙春 1996，第206頁
15. ↑  金光平, 金启孮 & 乌拉熙春 1996，第207-209頁
16. ↑  金光平, 金启孮 & 乌拉熙春 1996，第210頁
17. ↑  郑天挺 1980，第44，46頁